# Ларрі О'Браєн
Лоуренс Френсіс О'Браєн молодший (англ. Lawrence Francis O'Brien Jr.; 7 липня 1917 — 28 вересня 1990) — американський політик і комісар НБА. Він був одним із провідних виборчих стратегів Демократичної партії США більш як два десятиліття. Також він був генеральним поштмейстером в кабінеті президента Ліндона Джонсона, та головою національного комітету Демократичної партії. О'Брайен був комісаром Національної баскетбольної асоціації (НБА) з 1975 по 1984 рік, і на його честь названо трофей чемпіону НБА.
О'Браєн, син ірландських іммігрантів, народився в Спрингфілді, штат Массачусетс, США. Коли О'Браєн не працював у політиці, він керував нерухомістю своєї сім'ї та працював у зв'язках з громадськістю.